# IV. Bahrám szászánida király
IV. Bahrám (? – 399) III. Sápúr fia, a Szászánida Birodalom királya 388-399 között. Apjánál tevékenyebb uralkodó volt, de ő sem tudott komolyabb sikereket elérni. Uralkodása alatt lett Armenia Magna római és perzsa részre felosztva. A szászánidáké lett Arménia nagy része, Rómának csak egy kicsi, nyugati rész maradt. Tizenegy évi uralkodás után egy lázadás során ölték meg.

## Fordítás
- Ez a szócikk részben vagy egészben  az   Imperio Sasánida című spanyol Wikipédia-szócikk fordításán alapul.  Az eredeti cikk szerkesztőit annak laptörténete sorolja fel. Ez a jelzés csupán a megfogalmazás eredetét és a szerzői jogokat jelzi, nem szolgál a cikkben szereplő információk forrásmegjelöléseként.

| Előző uralkodó: III. Sápúr | Szászánida király 388 – 399 | Következő uralkodó: I. Jazdagird |